# Optimistic
"Optimistic" és una cançó del grup anglès de rock alternatiu Radiohead. Presentada com la sisena pista de l'àlbum Kid A (2000).
Fou una de les cançons promocionals que Radiohead va enviar a les emissores de ràdio, ja que de l'àlbum Kid A no se'n va extreure cap senzill oficial. Als Estats Units fou emesa per moltes emissores de rock alternatiu, fet que li va permetre arribar al número 10 de la llista estatunidenca de rock modern. Posteriorment fou inclosa en el recopilatori Radiohead: The Best of malgrat no ser un senzill.
El grup Hanson va realitzar una versió que va incloure en el seu àlbum de directe The Best of Hanson: Live & Electric (2005).